# Lamin
Lamin, jezgrin lamin je vlaknasta bjelančevina koja omogućuje strukturnu funkciju i transkripcijsko reguliranje u staničnoj jezgri. Spada u razred V intermedijarnih filamenata. Lamini međudjeluju s bjelančevinama koje su asocirane s membranom radi tvorbe jezgrine lamine na vanjštini jezgrine ovojnice. Lamini su dio rastavljanja i reoblikovanja jezgrine ovojnice tijekom mitoze kao i pozicioniranja jezgrinih pora.
Lamin može biti lamin A/C, lamin B1 i lamin B2.